# Monika Plocová
Monika Plocová (* 8. května 1966 Praha) je odbornou specialistkou v oblasti léčby závislostí na návykových látkách. Je autorkou unikátního intenzivního terapeutického programu pro překonání závislostí v délce 33 dní. Je zakladatelkou 1.soukromého zařízení pro překonání závislosti v Čechách – Branického sanatoria Moniky Plocové. Je autorkou unikátního terapeutického systému „Cesta konstruktivní změny“ pro překonání závislosti na návykových látkách (návykovém chování). Je spisovatelka, lektorka, adiktolog, pedagog.

## Život
Maturovala v roce 1984. Studovala na Pedagogické fakultě UK v Praze, studium však nedokončila z osobních důvodů. Na přelomu roku 1999/2000 absolvovala léčbu závislosti na alkoholu v kombinaci OCD (Obsedantně kompulzivní porucha). Od téhož roku úspěšně abstinuje od všech návykových látek. Vystudovala magisterský obor speciální pedagogika a vychovatelství při Univerzitě Jana Amose Komenského v Praze.

## Terapeutické působení
Po ukončení vlastní léčby závislosti se v roce 2001 začala věnovat problematice onemocnění závislostí na alkoholu a dalších návykových látkách. V letech 2001 – 2010 působila jako terapeutka na oddělení závislostí žen v Psychiatrické nemocnici Bohnice.
V roce 2008 založila o.s. ALMA FEMINA a Centrum následné péče pro ženy ALMA v Praze. Roku 2010 získává od MZČR specializaci adiktologa, tedy specialisty v léčbě návykových nemocí. Napsala 4 autentické knihy.
V tomtéž roce na základě vlastních i zahraničních zkušeností s léčbou závislosti na návykových látkách vytváří systém intenzivní pobytové léčby v délce trvání 33 dnů. V prosinci 2011 založila 1. soukromé pobytové zařízení pro léčbu závislostí v ČR – terapeutické sanatorium Dům Moniky Plocové v Praze. Vedle odborného vzdělání je terapeutický systém postaven na přístupu lidském a přístupu sebezkušenosti terapeutů, tj. jejich vlastní zkušenosti v oblasti závislosti, úspěšném překonání závislosti a následném žití zdravého života bez návykových látek.
V prosinci roku 2015 vykazuje terapeutické zařízení více než 40% úspešnost. Na základě těchto výsledků rozšiřuje své služby. Zakládá Centrum Moniky Plocové, ambulantní centrum, stacionář. Vytváří intenzivní krátkodobé i dlouhodobé ambulantní programy na míru individuality každého člověka. Rozvíjí se tak systematické ambulantní služby, které jsou postaveny na řešení příčin závislosti, změně životního stylu, nalezení smyslu života, pochopení, změny osobnosti člověka v touhu a posléze rozhodnutí žít svůj život bez alkoholu a dalších návykových látek.
V roce 2016 založila Branické sanatorium Moniky Plocové, komplexní terapeutické zařízení s psychosomatickým a celostním přístupem, které rozšiřuje činnost Domu Moniky Plocové a Centra Moniky Plocové. Komplex sanatoria tvoří pobytová část, ambulantní část Centrum Moniky Plocové a Centrum pro rodiny s dětmi. Se vznikem nové celistvé podoby sanatoria vytváří unikátní systém pro překonání závislosti na návykových látkách a návykovém chování „Cesta konstruktivní změny“. Shromažďuje zde dosud načerpané praktické i odborné zkušenosti v oboru adiktologie a pedagogiky závislých. Za dobu fungování Branického sanatoria Moniky Plocové dosahuje úspěšnosti léčby, tedy dosažení abstinence od návykových látek a návykového chování v průměru více než 75 %. Úspěšnost je nesrovnatelně vyšší než ve státních léčebnách.
Od roku 2016 se Monika Plocová věnuje také lektorské, přednáškové a pedagogické činnosti.

## Spisovatelská činnost

### Autentické knihy z oblasti závislostíNa špičce ledovce(Insignis; 2005)
- Ledové stopy zapomnění (Insignis; 2006)
- Všechno má svůj čas (Insignis; 2007)
- Ventil (Insignis; 2008)